# Atziluth
El Atziluth o Atzilut (también Olam Atsiluth, עוֹלָם אֲצִילוּת, literalmente "el Mundo de la Emanación") está situado en lo más alto de los cuatro mundos en los que existe el Árbol de la Vida Cabalístico . Beri'ah lo sigue. Es conocido como el Mundo de las Emanaciones. En la Cábala, cada uno de los Sephiroth en este mundo está asociado con un Nombre de Dios, y está asociado con el Palo de Bastos en el Tarot .

## Significado

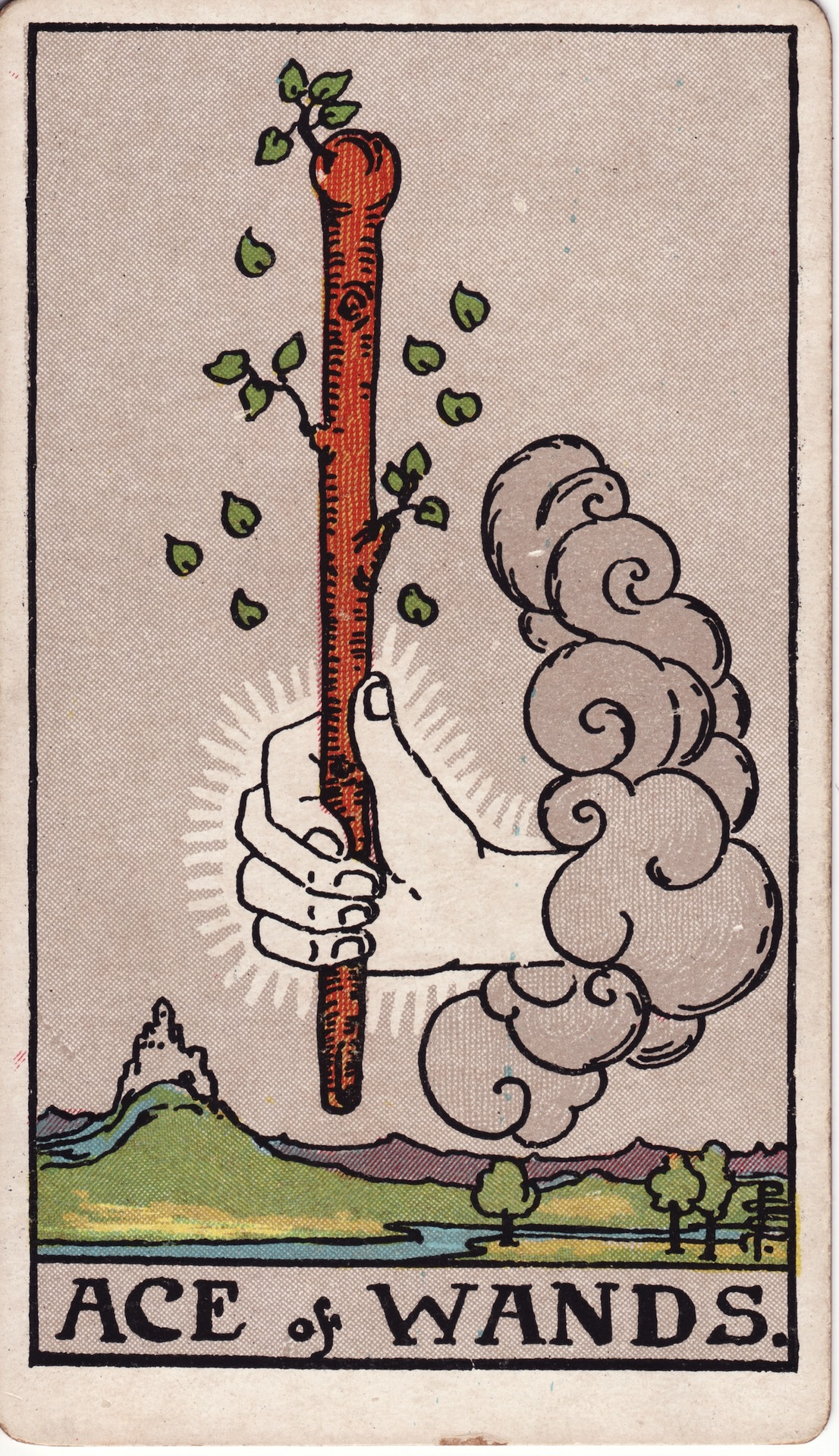
As de bastos de la baraja de tarot Rider-Waite, asociado con Atziluth en el ocultismo occidental

El Atziluth es el reino de la divinidad. Los cuatro mundos de la Cabalá se relacionan con el Árbol de la Vida de dos maneras:
- Primero, se muestra que todo el árbol está contenido en cada uno de los cuatro mundos, y de esta manera se describen uno por encima del otro, y en forma simbólica, mediante el diagrama de la Escalera de Jacob .
- Segundo, se enseña que el Árbol de la Vida se puede dividir en cuatro secciones horizontales, cada una representando uno de los cuatro mundos.

Se tiene que mencionar que en Cabalá cada uno de los diez Sephirot del Árbol de la Vida también posee un árbol entero dentro de ellos. El reino de Atziluth está relacionado con los tres Sephirot superiores del Árbol de la Vida; estas tres esferas de Kether, Chokmah y Binah se consideran enteramente espiritual en su naturaleza y están separados del resto del árbol por una región de realidad denominada Abismo .

## Orígenes
La palabra es derivado de "atzal" en referencia a 42:6 ; y en este sentido se tomó en la Cábala del Meḳor Ḥayyim (La fuente de la vida) de Salomón ibn Gabirol, que fue muy utilizado por los cabalistas. La teoría de la emanación, que nace como un acto libre del deseo de Dios, trata de vencer las dificultades que siguen a la idea de la creación en su relación con Dios. Estas dificultades son tres:
1. el acto de creación implica un cambio en el ser inmutable de Dios;
2. es incomprensible cómo el ser absolutamente infinito y perfecto pudo haber producido seres tan imperfectos y finitos;
3. una creatio ex nihilo es difícil de imaginar.

El símil que se usó para la emanación es o la esponja empapada que emite espontáneamente el agua que ha absorbido, o el manantial que brota que se desborda, o la luz del sol que lanza sus rayos —partes de su propia esencia— por todas partes, sin perder ninguna porción, sin embargo. infinitesimal, de su ser. Dado que fue el último símil el que ocupó e influyó principalmente a los escritores cabalísticos, Atziluth debe interpretarse correctamente como "erradicación" (comparar Zohar, Éxodo Yitro, 86 b ).
Más tarde, la expresión de "Atziluth" asumió un significado más específico, influenciado sin duda por la pequeña obra Maseket Atzilut. Aquí, por primera vez (siguiendo a 43:7 : "He creado"; "He formado"; "He hecho"), y se hace distinguir de los cuatro mundos: Atziluth, Beri'ah, Yetzirah y Assiah. Pero aquí también son transferidos a la región de los espíritus y los ángeles:
- En el mundo de Atzilah solo gobierna la Shekinah ;
- en el mundo de Beri'ah están el trono de Dios y las almas de los justos bajo el dominio de Akatriel ("Corona de Dios");
- en el mundo de Yetzirah están las "criaturas sagradas" (ḥayyot) de la visión de Ezequiel, y las diez clases de ángeles gobernados por Metatron ;
- y en el mundo de Assiah están los Ofanim, y los ángeles que combaten el mal, gobernados por Sandalphon .

En el Zohar, Atziluth estomado sencillamente como la emanación directa de Dios, en contraste a las otras emanaciones derivadas de las Sephirot . No se menciona ningún mundo cuádruple.
Moisés Cordovero e Isaac Luria (ambos del siglo XVI) fueron los primeros en introducir el mundo cuádruple como un principio esencial en la especulación cabalística. Según esta doctrina.
- el mundo de Atzilah representa las diez Sephirot;
- el mundo de Beriah (mundo de la creación), el trono de Dios, que emana de la luz de las Sephirot;
- el mundo de Yezirah (mundo del devenir) las diez clases de ángeles, formando las salas para las Sephirot;
- y el mundo de Assiah (mundo del hacer, es decir, de la forma) los diferentes cielos y el mundo material.

En contraposición del mundo de Atzilah, que constituye el dominio de los Sephirot, los otros tres mundos reciben el nombre generici de "Pirud". Los cabalistas posteriores explican que el "Atziluth" (según 24:11 e 41:9 ) como un  significado de "excelencia", de modo que, según estos, el mundo de Atzilah significaría el mundo más excelente o más alto.

## Correspondencias
- La letra yud י en el Tetragrámaton
- La sefirá de Jojmá y por lo tanto el partzuf de Abba
- El elemento del fuego
- El nivel del alma de Chayah
- El cerebro ( Patach Eliyahu )
- El Shemoneh Esrei en el servicio de oración Shajarit
- En la alegoría del maestro y el alumno, la primera etapa donde el maestro tiene un destello de inspiración, o un concepto no expandido que desea dar al alumno.
- El fijo, fuego, signo de Leo (astrología) .